# Цымбалюк, Тарас Васильевич
Тарас Васильевич Цымбалюк (укр. Тарас Васильович Цимбалюк; род. 16 декабря 1989, Корсунь-Шевченковский, Черкасская область) — украинский актёр театра, кино и телевидения.

## Биография
Тарас Цымбалюк родился 16 декабря 1989 года в городе Корсунь-Шевченковский в семье преподавателей. Отец — Цымбалюк Василий Васильевич — известный украинский литературовед и историк. Мать — Цымбалюк Татьяна Васильевна — филолог, преподаватель французского языка.
В 2013 году окончил Киевский национальный университет театра, кино и телевидения имени Ивана Карпенка-Карого по специальности «актер драматического театра и кино» (мастерская Валентины Зимней). Во время учёбы, 2011, сотрудничал с Киевским академическим Молодым театром и Киевским академическим театром юного зрителя на Липках 2012 года.
В 2011 году дебютировал на телевидении в мистическом сериале «Дневники темного», где сыграл второстепенную роль. Долгое время брил голову и играл роли бандитов и охранников.
С 2013 года Тарас Цымбалюк является актёром Киевской академической мастерской театрального искусства «Созвездие».
В 2018—2019 годах сыграл главную роль в киноленте «Черный ворон». В 2019 году сыграл Карпа Кайдаша в телесериале Натальи Ворожбит «Поймать Кайдаша».
В 2020 году принял участие в телепроекте «Танцы со звездами».

## Фильмография
- 2012 — «Возвращение Мухтара-8»
- 2014 — «Возвращение Мухтара-9»
- 2015 — «Последний янычар»
- 2016 — «СуперКопы»
- 2016 — «Пёс-2»
- 2019 — «Крепостная»
- 2019 — «Встреча одноклассников»
- 2019 — «Чёрный ворон»
- 2020 — «Поймать Кайдаша»